# Lista de prefeitos de Livramento de Nossa Senhora
Esta é uma lista de prefeitos do município brasileiro de Livramento de Nossa Senhora, localizado no interior da Bahia.
O cargo de prefeito no Brasil, foi criado em 11 de abril de 1835, pela assembleia provincial paulista, em reação aos amplos poderes conferidos pelo Código de Processo Criminal de 1832 às câmaras municipais. Seguiram o exemplo paulista seis províncias do nordeste brasileiro (Alagoas, Ceará, Maranhão, Paraíba, Pernambuco e Sergipe).
Sob a vigente ordem constitucional, essa designação é dada ao funcionário público do Poder Executivo municipal, que exerce seu cargo em função de uma legislatura (mandato), sendo para tanto eleito a cada quatro anos, podendo ser reeleito por mais 4 anos (segundo mandato).
Funções
O poder executivo municipal chefia a administração e comanda os serviços públicos, tendo como comandante o prefeito.
A partir da constituição brasileira de 1934, o cargo de prefeito passou a ser o único, em todo o Brasil, ao qual estão atribuídas as funções de chefe do poder executivo do governo local, em simetria aos chefes dos executivos da União e do estado, portanto, em forma monocrática. Este texto quer dizer que deverá haver harmonia e integração de ação entre as esferas envolvidas sem a intervenção de uma na outra, exceto nos casos previstos na Constituição Federal.
Eleições
O prefeito é eleito por sufrágio universal, secreto, direto, em pleito simultâneo em todo o País, realizado a cada quatro anos, no primeiro domingo de outubro.
E trinta dias após tem lugar o segundo turno, se o eleito em primeiro lugar não atingir 50% dos votos válidos mais um voto, no caso de municípios com mais de duzentos mil eleitores.
Conforme a legislação eleitoral atual no Brasil para tornar-se elegível, exige-se uma série de requisitos;
- Possuir nacionalidade brasileira ou portuguesa (neste caso, o cidadão português deve se encontrar amparado pelo Estatuto de Igualdade entre Portugueses e Brasileiros),
- Título de eleitor em dia e estar em gozo pleno do exercício dos direitos políticos,
- Domicilio eleitoral na circunscrição na qual o candidato se apresenta,
- Filiação partidária,
- Ser alfabetizado (tópico invalidado pela atual constituição brasileira de 1988),
- Desincompatibilização de cargo público — Se ocupa um cargo público deve sair seis meses antes das eleições e voltar caso possa só após seis meses ao pleito eleitoral,
- Renúncia de outro mandado até seis meses antes do pleito e não ser parente afim ou consangüíneo, até segundo grau, ou cônjuge de titular de cargo eletivo; pode, entretanto, ser candidato à reeleição (artigo 14 da Constituição),
- Ter idade mínima de 21 anos.

## Relação de prefeitos desde 1948
| Nome                                                                            | Partido   | Início de mandato       | Término de mandato      | Observações                                    | Fontes        |
| ------------------------------------------------------------------------------- | --------- | ----------------------- | ----------------------- | ---------------------------------------------- | ------------- |
| Período Populista (1946-64)                                                     |           |                         |                         |                                                |               |
| Edilson Ribeiro Pontes                                                          | UDN       | 1948                    | 1951                    | Prefeito eleito pelo eleitorado municipal      | [ 2 ]         |
| João Correia e Silva                                                            | UDN       | 1951                    | 1955                    | Prefeito eleito pelo eleitorado municipal      | [ 3 ]         |
| José Meira Tanajura (Livramento de N. Sra, 06.08.1909 - ibidem, 22.12.1959)     |           | 1955                    | 1959                    | Prefeito eleito pelo eleitorado municipal      | [ 4 ]         |
| Edilson Ribeiro Pontes                                                          | UDN       | 1959                    | 1963                    | Prefeito eleito pelo eleitorado municipal      | [ 5 ]         |
| José Maria Tanajura                                                             | UDN       | 1963                    | 1967                    | Prefeito eleito pelo eleitorado municipal      | [ 6 ]         |
| Ditadura militar (1964-85)                                                      |           |                         |                         |                                                |               |
| Ulisses Cambuí Lima                                                             | MDB       | 1967                    | 1° de fevereiro de 1971 | Prefeito eleito pelo eleitorado municipal      | [ 7 ]         |
| Antônio Meira Vilasboas (Livramento de N. Sra., 11.2.1921 - ibidem, 15.11.2015) | Arena     | 1° de fevereiro de 1971 | 1° de fevereiro de 1973 | Prefeito eleito pelo eleitorado municipal      | [ 10 ]        |
| José Jeová Rego                                                                 | Arena     | 1° de fevereiro de 1973 | 1° de fevereiro de 1977 | Prefeito eleito pelo eleitorado municipal      | [ 11 ]        |
| Emerson José Osório Pimentel Leal (Livramento de N. Sra., 05.09.1941)           | Arena/PDS | 1° de fevereiro de 1977 | 1° de fevereiro de 1983 | Prefeito eleito pelo eleitorado municipal      | [ 12 ] [ 13 ] |
| Ulisses Cambuí Lima                                                             | PDS       | 1° de fevereiro de 1983 | 1° de janeiro de 1989   | Prefeito eleito pelo eleitorado municipal      | [ 14 ]        |
| Nova República (1985-presente)                                                  |           |                         |                         |                                                |               |
| Emerson José Osório Pimentel Leal (Livramento de N. Sra., 05.09.1941)           |           | 1° de janeiro de 1989   | 1° de janeiro de 1993   | Primeiro prefeito eleito em sufrágio universal | [ 12 ]        |
| Fernando Ledo Santos Pereira (Livramento de N. Sra., 19.11.1940 - 16.6.2008)    |           | 1° de janeiro de 1993   | 1° de janeiro de 1997   | Prefeito eleito em sufrágio universal          | [ 15 ] [ 16 ] |
| Emerson José Osório Pimentel Leal (Livramento de N. Sra., 05.09.1941)           | PFL       | 1° de janeiro de 1997   | 1° de janeiro de 2001   | Prefeito eleito em sufrágio universal          | [ 12 ]        |
| Emerson José Osório Pimentel Leal (Livramento de N. Sra., 05.09.1941)           |           | 1° de janeiro de 2001   | 1° de janeiro de 2005   | Prefeito reeleito em sufrágio universal        | [ 12 ]        |
| Carlos Roberto Souto Batista (Alagoa Grande, 18.09.1954)                        | PMDB      | 1° de janeiro de 2005   | 1° de janeiro de 2009   | Prefeito eleito em sufrágio universal          | [ 19 ]        |
| Carlos Roberto Souto Batista (Alagoa Grande, 18.09.1954)                        | PMDB      | 1° de janeiro de 2009   | 1° de janeiro de 2013   | Prefeito reeleito em sufrágio universal        | [ 20 ] [ 21 ] |
| Paulo César Cardoso de Azevedo (Érico Cardoso, 11.11.1969)                      | PRP       | 1° de janeiro de 2013   | 1° de janeiro de 2017   | Prefeito eleito em sufrágio universal          | [ 23 ]        |
| José Ricardo Assunção Ribeiro (Livramento de Nossa Senhora, 28.02.1964)         | REDE      | 1° de janeiro de 2017   | 1° de janeiro de 2021   | Prefeito eleito em sufrágio universal          | [ 24 ]        |
| José Ricardo Assunção Ribeiro (Livramento de Nossa Senhora, 28.02.1964)         | REDE      | 1° de janeiro de 2021   | 1° de janeiro de 2025   | Prefeito reeleito em sufrágio universal        | [ 25 ]        |
| Joanina Batista Silva Morais Sampaio (Livramento de Nossa Senhora, 24.06.1967)  | PSB       | 1° de janeiro de 2025   | incumbente              | Prefeita eleita em sufrágio universal          | [ 26 ]        |

## Referência
1. ↑  LEAL, Victor Nunes, Coronelismo, Enxada e Voto, 3ª ed., Rio: Nova Fronteira, 1997, p. 219.
2. ↑  «Relação de prefeitos eleitos no pleito de 21/12/1947» (PDF). TRE-BA. Consultado em 24 de dezembro de 2021
3. ↑  «Resultado das apurações pela comissão apuradora do Tribunal e Juntas Eleitorais - eleições gerais de 3 de outubro de 1950» (PDF). TRE-BA. Consultado em 24 de dezembro de 2023
4. 1 2  Marinho, Raimundo (23 de dezembro de 2009). «Ex-prefeito faria 100 anos de idade». Mandacaru da Serra. Consultado em 24 de dezembro de 2023
5. ↑  «Relação das prefeituras municipais e seus respectivos prefeitos, eleitos em 3 de outubro de 1958» (PDF). TRE-BA. Consultado em 24 de dezembro de 2023
6. ↑  «Prefeitos eleitos na Bahia em 7/10/1962» (PDF). TRE-BA. Consultado em 24 de dezembro de 2023
7. ↑  «Prefeitos eleitos no pleito de 15 de novembro de 1966» (PDF). TRE-BA. Consultado em 24 de dezembro de 2023
8. ↑  Marinho, Raimundo (23 de fevereiro de 2011). «Ex-prefeito festeja 90 anos». Mandacaru da Serra. Consultado em 24 de dezembro de 2023
9. ↑  «Morre Antônio Meira Vilasbôas, ex-prefeito de Livramento de Nossa Senhora». Achei Sudoeste. 16 de novembro de 2015. Consultado em 24 de dezembro de 2023
10. ↑  «Prefeitos eleitos no Estado da Bahia, no pleito de 15 de novembro de 1970» (PDF). TRE-BA. Consultado em 24 de dezembro de 2023
11. ↑  «Prefeitos eleitos no Estado da Bahia, no pleito de 15 de novembro de 1972» (PDF). TRE-BA. Consultado em 24 de dezembro de 2023
12. 1 2 3 4 5 6 7  «Homenageado - Comenda 2 de julho - Emerson José Osório Pimentel Leal». Assembleia Legislativa da Bahia. Consultado em 24 de dezembro de 2023
13. ↑  «Prefeitos e vice-prefeitos eleitos no pleito de 15 de novembro de 1976» (PDF). TRE-BA. Consultado em 24 de dezembro de 2023
14. ↑  «Prefeitos e vice-prefeitos eleitos no pleito de 15 de novembro de 1982» (PDF). TRE-BA. Consultado em 24 de dezembro de 2023
15. 1 2  «Mensagem n° 015/2020, de 1 de dezembro de 2020» (PDF). Prefeitura de Livramento de Nossa Senhora. 1 de dezembro de 2020. Consultado em 24 de dezembro de 2023
16. ↑  «Pesar na AL por ex-prefeito de Livramento». Assembleia Legislativa da Bahia. 27 de junho de 2008. Consultado em 24 de dezembro de 2023
17. ↑  «Carlão 55 | Prefeito | Livramento de Nossa Senhora (BA)». Diário Cidade. Consultado em 24 de dezembro de 2023
18. ↑  Marinho, Raimundo (6 de setembro de 2020). «Prática política ignora necessidades sociais!». Mandacaru da Serra. Consultado em 24 de dezembro de 2023
19. ↑  «Eleições Municipais 2004» (PDF). Assembleia Legislativa do Estado da Bahia. Consultado em 24 de dezembro de 2023
20. ↑  «Eleições 2008» (PDF). Assembleia Legislativa da Bahia. Consultado em 24 de dezembro de 2023
21. ↑  Marinho, Raimundo (30 de junho de 2008). «Convenções definem candidatos». Mandacaru da Serra. Consultado em 24 de dezembro de 2023
22. ↑  «Divulgação de Candidaturas e Contas Eleitorais - Dr. Paulo 44 - Prefeito - Livramento de Nossa Senhora». Divulgação de Candidaturas e Contas Eleitorais - TSE. Consultado em 24 de dezembro de 2023
23. ↑  «Eleições municipais 2012» (PDF). Assembleia Legislativa do Estado da Bahia. Consultado em 24 de dezembro de 2023
24. 1 2  «Ricardinho 18 | Prefeito | Livramento de Nossa Senhora (BA)». Diário Cidade. Consultado em 24 de dezembro de 2023
25. ↑  «Ricardinho 18 | Prefeito | Livramento de Nossa Senhora (BA)». Diário Cidade. Consultado em 24 de dezembro de 2023
26. 1 2  «Eleições 2024: Joanina (PSB) | Candidato(a) a prefeito(a) de Livramento De Nossa Senhora-BA». Folha de S.Paulo. Consultado em 1 de janeiro de 2025